# Azerables
Azerables – miejscowość i gmina we Francji, w regionie Nowa Akwitania, w departamencie Creuse.
Według danych na rok 1990 gminę zamieszkiwało 1019 osób, a gęstość zaludnienia wynosiła 26 osób/km² (wśród 747 gmin Limousin Azerables plasuje się na 127. miejscu pod względem liczby ludności, natomiast pod względem powierzchni na miejscu 83.).
Przez miejscowość przepływa rzeka Abloux.

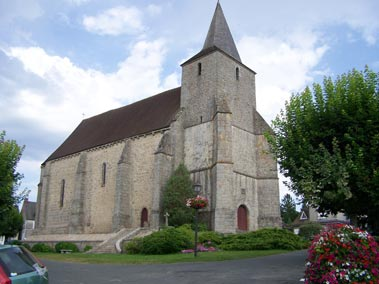
Kościół św. Jerzego (2009)

## Populacja

Populacja Azerables w latach 1962–2008